# 拉谢斯
拉谢斯（法語：Lachaise，法語發音：[laʃɛz]）是法国夏朗德省的一个市镇，位于该省西南部，属于干邑区。

## 地理
拉谢斯（45°31'46"N, 0°14'20"W）面积9.43 平方千米，位于法国新阿基坦大区夏朗德省，该省份为法国西部内陆省份，北起德塞夫勒省和维埃纳省，东临上维埃纳省，东南至多尔多涅省，南至多爾多涅省，西接滨海夏朗德省。
与拉谢斯接壤的市镇（或旧市镇、城区）包括：巴雷、克里特伊-拉马格德莱娜、内河畔拉加尔德、内河畔圣帕莱、圣欧仁。

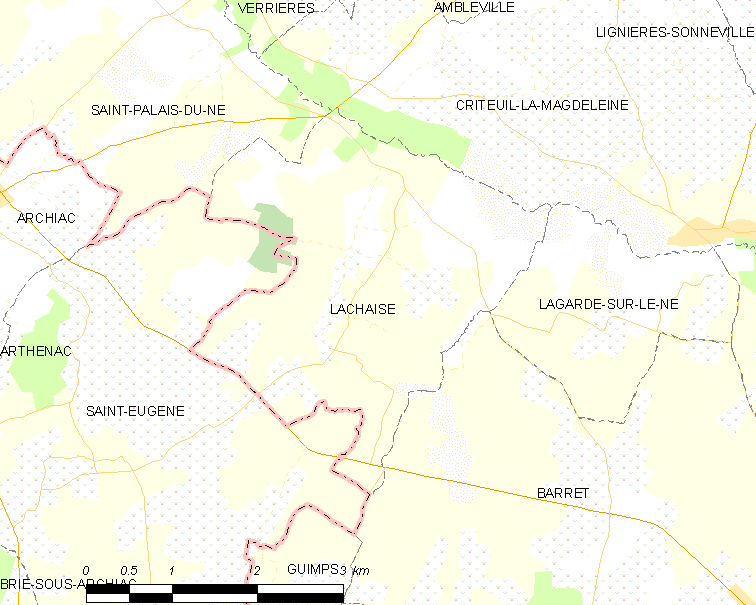
拉谢斯的OSM定位图

拉谢斯的时区为UTC+01:00、UTC+02:00（夏令时）。

## 行政
拉谢斯的邮政编码为16300，INSEE市镇编码为16176。

## 政治
拉谢斯所属的省级选区为夏朗德南县。

## 人口

1962-2008年间拉谢斯人口变化图示

拉谢斯于2022年1月1日时的人口数量为306人。